# Acantholeucania loreyi
Acantholeucania loreyi är en fjärilsart som beskrevs av Philogène Auguste Joseph Duponchel 1827. Acantholeucania loreyi ingår i släktet Acantholeucania och familjen nattflyn. Inga underarter finns listade i Catalogue of Life.